# Platyliodes macroprionus
Platyliodes macroprionus är en kvalsterart som beskrevs av Tyler A. Woolley och Harold G. Higgins 1969. Platyliodes macroprionus ingår i släktet Platyliodes och familjen Neoliodidae. Inga underarter finns listade i Catalogue of Life.